# Metropolia Barranquilla
Metropolia Barranquilla – metropolia rzymskokatolicka w Kolumbii utworzona 25 kwietnia 1969 roku.

## Diecezje wchodzące w skład metropolii
- Archidiecezja Barranquilla
  - Diecezja El Banco
  - Diecezja Riohacha
  - Diecezja Santa Marta
  - Diecezja Valledupar

## Biskupi
- Metropolita: abp Pablo Emiro Salas Anteliz (od 2017) (Barranquilla)
- Sufragan: sede vacante (El Banco)
- Sufragan: bp Francisco Antonio Ceballos Escobar (od 2020) (Riohacha)
- Sufragan: bp José Mario Bacci Trespalacios CIM (od 2022) (Santa Marta)
- Sufragan: bp Oscar José Vélez Isaza CMF (od 2003) (Valledupar)

## Główne świątynie metropolii
- Archikatedra Matki Boskiej Królowej w Barranquilla
- Prokatedra św. Mikołaja z Tolentino w Barranquilla
- Katedra Matki Boskiej z Candelaria w El Banco
- Katedra Matki Bożej z Remedios w Riohacha
- Katedra św. Marty w Santa Marta
- Katedra Matki Boskiej Różańcowej w Valledupar